# 緑風会
緑風会（りょくふうかい）は、かつて日本の国会のうち参議院で存在した院内会派。保守系無所属の議員で構成された。1947年5月17日結成、1948年8月27日政治団体届出、1960年1月13日参議院同志会と改称、1964年ふたたび緑風会と改称し、1965年6月2日解散。
新緑風会など現在でも、この緑風会にあやかった同名の団体が多数存在する。また、緑風会病院など社会福祉法人や医療法人にも、同名の団体がある。

## 沿革

### 緑風会の登場
1947年（昭和22年）4月の第1回参議院議員選挙で第一党は日本社会党の47議席。 以下、日本自由党39、民主党29、国民協同党10、日本共産党4議席をそれぞれ占めたが、無所属議員が108人の当選を見て、最大勢力となった。
同年4月20日、無所属で当選した一人で、貴族院議員からのスライド組でもある山本勇造（有三）の当選祝賀会で、後藤隆之助は「既成政党にあきたらぬ清新な人たちばかりを集め、無所属クラブを作ってはどうか」と山本に意見し、山本も乗り気になった。一方、5月1日、やはり貴族院からの転身組であった河井彌八は、古島一雄、赤木正雄らと相談した結果、保守系議員の有志を糾合しようということになった。同じく貴族院出身である慶松勝左衛門もまた、同様の構想を持ち、河井らと合同した。慶松は日本自由党公認で当選したが、政党の枠を超えた会派を作ろうとしていた。こうした動きが相次いだのは、一つには貴族院転身組や当時の官僚は自負心が強く、既成の政党を低く見ていたからである。また、衆議院と一線を画した、不偏不党の統一会派を作ろうとする機運もあった。これについても、政党色を嫌った貴族院の影響があったといえる。
しかし、慶松らの計画に参加していた橋本萬右衛門（民主党）が、民主党系の会派が発足したことを打ち明けると、自由党も自前の会派を発足させ、大同団結構想は挫折した。
その間も山本らは無所属議員の団体結成を進めた。5月10日、第一回結成準備会を開き、山本ら41名が発起人となった（出席者20名、賛同者21名）。団体名は仮に無所属クラブとし、正式名称は追って決めることにした。5月17日、無所属の参議院議員のうち保守系を中心とした72人が集まり、院内会派「緑風会」を結成した。会派名は、いったん「中正会」に決まったが、山本は貴族院に存在した公正会に似た名称であること、各人の自由意志を尊重するためには、政治的イデオロギーのある名称は好ましくないなどの理由を挙げ、「緑風会」の名称を提案。山本の提案が承認された。また、規約もこの時制定された。
山本によれば、「緑風会」の名の由来は、第一に緑風会が発足したのは暦の上では初夏であり、また日本国憲法公布後の初の国会（第1回参議院本会議）が召集されたのは5月20日である。緑風の名は夏風にふさわしく、新しい国会発足を象徴するにもふさわしいこと。第二に、緑は七色の虹の中央に位置することから、右にも左にも傾いていない。さらに、清新・静寂・平安・沈思を連想させる色であり、第二院である参議院の性格に通じるばかりでなく、会の精神を暗示していること。第三に、国会に新鮮な風を送り込みたいという希望を持ったことを理由にしている。
5月20日に第1回参議院本会議が召集されると、緑風会は92人に増大し最大勢力となった。主な内訳は、旧華族を中心とした貴族院議員からのスライド組、官僚出身者、文化人などである。初代参議院議長は、緑風会から松平恒雄が選出された。10月20日には、田中耕太郎の草案を元に、綱領を制定した。新憲法の精神を打ち出しつつ、左右の両極を排し、中道主義への立脚を目指す内容であった。もっとも、田中は戦後になって自由を強調するあまり、自由を乱用していると考えた。また国家や民族について考えることが、極端な保守反動と罪悪視されていると認識していた。そのため、「公共の福祉」よりも高次元の「共同の福祉」を提唱したり、家族や伝統の価値を強調し、労使協調を明記しようとした。最終的に、田中の草案から政治色を薄める修正を行い綱領が成立した。
一方、国民協同党は参議院で10議席に留まったため、緑風会との統一会派を望んだ。緑風会側は、会員の自由意志を尊重する建前がある以上、国協党に振り回されては困るから離党してから来てくれと要求した。結局、国協党籍は残したまま、緑風会では国協党員としての活動はしないという条件で、緑風会会派入りした（ただし会派名は単に「緑風会」）。しかし、国協党員側は会内に独自のクラブを作っただけでなく、絶えず党と連絡を取り続けた。その結果、緑風会は規約に他の政党・政治団体との二重党籍を禁止する条項を追加し、国協党員に国協党離党か緑風会退会かの二者択一を迫った。結局、2名が緑風会を、残りの8名は国協党を選び、統一会派を解消した。

### 保守合同まで
緑風会は基本的に保守政党に協力したが、参議院のみの会派であり、衆議院に候補を立てることも、政権獲得を目標とすることもしなかった。ただし片山内閣には和田博雄と栗栖赳夫を閣僚として出して与党になったが、両名はまもなく社会党と民主党に移籍している。この後1948～53年の吉田内閣を除き緑風会が表立って与党として行動することはなかった。
また「是々非々」を旨とし、与党にいる間も含めて党議拘束を行わなかった。そのため同じ法案に緑風会から賛成・反対両方の討論を行ったこともある。衆議院を通過した法案が参議院で修正、あるいは否決されることも多く、破壊活動防止法（破防法）や義務教育諸学校における教育の政治的中立の確保に関する臨時措置法と教育公務員特例法一部改正（教育二法）などでは、独自の修正案を提出してこれを可決させている。
しかし参議院の政党化が進むにつれて緑風会の勢力は次第に衰えていく。吉田茂が官僚出身者を大量に衆議院選挙に当選させたことから、官僚出身者の政党への抵抗感が薄れ、次第に政党への移籍が増えた（主に保守政党へ、和田博雄など一部が社会党へ）。憲法改正論議では、有志が1955年（昭和30年）7月11日、改憲を目指す議員連盟「自主憲法期成議員同盟」を日本民主党と吉田自由党の有志とともに発足させ、初代会長には緑風会の広瀬久忠が就任した。
その後は保守合同を推進し、1955年（昭和30年）4月12日、緑風会の有志が民主・自由両党にすみやかな合同の促進を求めた。両党からは緑風会にも保守合同に参加するよう申し入れを受けたが、党利党略や政争と距離を置く建前からこれを断っている。10月13日、左右に分裂していた社会党が一足先に統一すると、11月5日には重ねて有志の意見として、二大政党主義の実現のためにもすみやかな保守合同を行うよう口上書を送った。民主・自由両党が合同して自由民主党となったのはこの年の11月15日のことだった。

### 55年体制以降
引き続き政党からは距離を置くとしたものの、55年体制成立後は、所属議員の自民党への流出が続いた（55年体制後の他党への移籍先は、高良とみを除きすべて自民である）。この時期に、参議院議長・副議長は、在任中党籍離脱するよう提言した。
1960年（昭和35年）に参議院同志会に改称。1962年、無所属議員の会派「無所属クラブ」と合同して第二院クラブと改称した。これは院内交渉団体資格（10人以上）を維持するためであった。ところが、1964年に同志会への改称を主導した大竹平八郎ら3名が自民党に移籍すると、緑風会に復帰。また院内交渉団体資格を失ったため、統一会派の意味が無くなったとして、再び緑風会の単独会派となった。一方、旧無所属クラブ所属議員は、失踪中の辻政信を除き、そのまま二院クラブに留まった（辻は純無所属を意味する「各派に属しない議員」とされた）。緑風会は、翌1965年の第7回通常選挙に候補を擁立せず、6月2日、自然消滅の形で解散した。旧所属会員は、懇親団体としての緑風会を結成し、旧交を温めたという。
一方で二院クラブは、無所属やタレント議員の受け皿として、その後も一定の支持を得ていた。しかし、1995年の第17回参議院選挙を最後に、当選者は出ていない。

## 綱領
一、新憲法の基調たる人類普遍の原理にのっとり、愛と正義にもとづく政治の実現を期する
二、国際信義と人類愛を重んじ、世界恒久平和の実現を期する
三、個人の創意を尊び、自由と秩序の調和による共同福祉の実現を期する
四、家庭と民族における弊習を去り、その特性の発揚と完成を期する
五、教育を徹底せしめ、道義の高揚と文化の向上普及を期する
六、産業の公益的意義と勤労愛好の精神を強調し、国民経済の興隆を期する

## 評価
55年体制以前の緑風会の議席は、参議院で一定数を占め議案の成否を左右した。しかし、党議拘束を持たず一人一人が是々非々で臨む傾向の強い緑風会議員を説得するのに、与野党は頭を悩ませたようである。当時の朝日新聞の記事には、「一人一党のバラバラな上」に「一日一党で動揺すると」し、緑風会の議員は「政党への理解が浅いためであろう」としている。一方、55年体制以降には、政党政治の弊害が意識され、緑風会の退潮が参議院の独自性を失わせたとし、個人の識見を重視した緑風会の存在を高く評価する向きがある。革新陣営からは、官僚や貴族院議員、資産家などの出身者が中心であることもあり、政策・主張は保守政党と類似することが多く、緑風会解散後多くの議員は自民党に取り込まれていったことなどから、「緑風会は独自性を発揮しているとは言えず、むしろ政府与党の露払い的な役割しか果たしていない」と低い評価もある。
緑風会の再評価のなかで、参議院では緑風会の名称を会派名に取り入れられることがある。1994年（平成6年）には参議院で、「日本・新生・改革連合」と「民社党・スポーツ・国民連合」の2会派37議員が統一会派を結成した際、会派名を「新緑風会」とした。1996年に新緑風会は民主党などと統一会派「民主党・新緑風会」を結成し、現在でも国民民主党の参議院会派は「国民民主党・新緑風会」と名乗っている。また、2012年に結成されたみどりの風は、名称の起源が緑風会にあることを明らかにしていた。
地方議会では、市川市議会、豊川市議会、鈴鹿市議会などに「緑風会」会派が存在する。

## 党勢の推移

### 参議院
| 選挙          | 当選/候補者 | 非改選 | 定数 | 備考             |
| ------------- | ----------- | ------ | ---- | ---------------- |
| （結党時）    | 74/-        | -      | 250  | その後92まで増加 |
| 第2回通常選挙 | 9/58        | 41     | 250  | 追加公認+7       |
| 第3回通常選挙 | 16/35       | 18     | 250  | 追加公認+13      |
| 第4回通常選挙 | 5/19        | 26     | 250  | 非改選離党-2     |
| 第5回通常選挙 | 6/12        | 5      | 250  |                  |
| 第6回通常選挙 | 2/6         | 7      | 250  | 追加公認+2       |

（参考文献：石川真澄（一部山口二郎による加筆）『戦後政治史』2004年8月、岩波書店・岩波新書、ISBN 4-00-430904-2）
- 当選者に追加公認は含まず。追加公認には会派に加わった無所属を含む。
- 第6回通常選挙は、「参議院同志会」の実績。

## 緑風会出身の国務大臣
- 和田博雄（片山内閣・経済安定本部総務長官兼物価庁長官）
- 栗栖赳夫（片山内閣・大蔵大臣）
- 下条康麿（第2次吉田内閣・文部大臣）
- 高瀬荘太郎（第3次吉田内閣・文部大臣→通商産業大臣、第4次吉田内閣・郵政大臣）
- 田村文吉（第3次吉田改造内閣・郵政大臣兼電気通信大臣）
- 高橋龍太郎（第3次吉田再改造内閣→第3次吉田再々改造内閣・通商産業大臣）
- 村上義一（第3次吉田再々改造内閣・運輸大臣）